# Трубочка з кремом

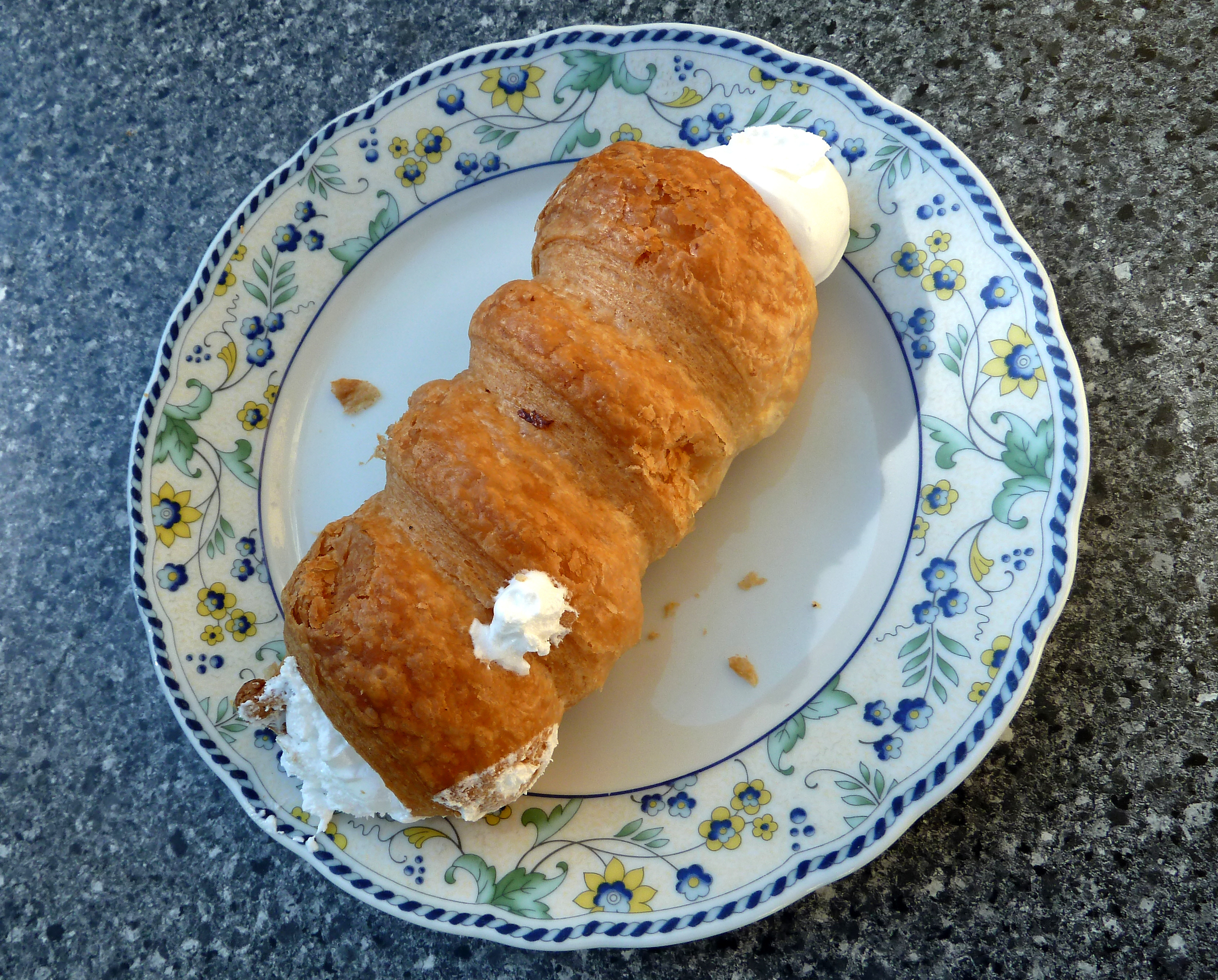
Трубочка з кремом, як це прийнято в Австрії

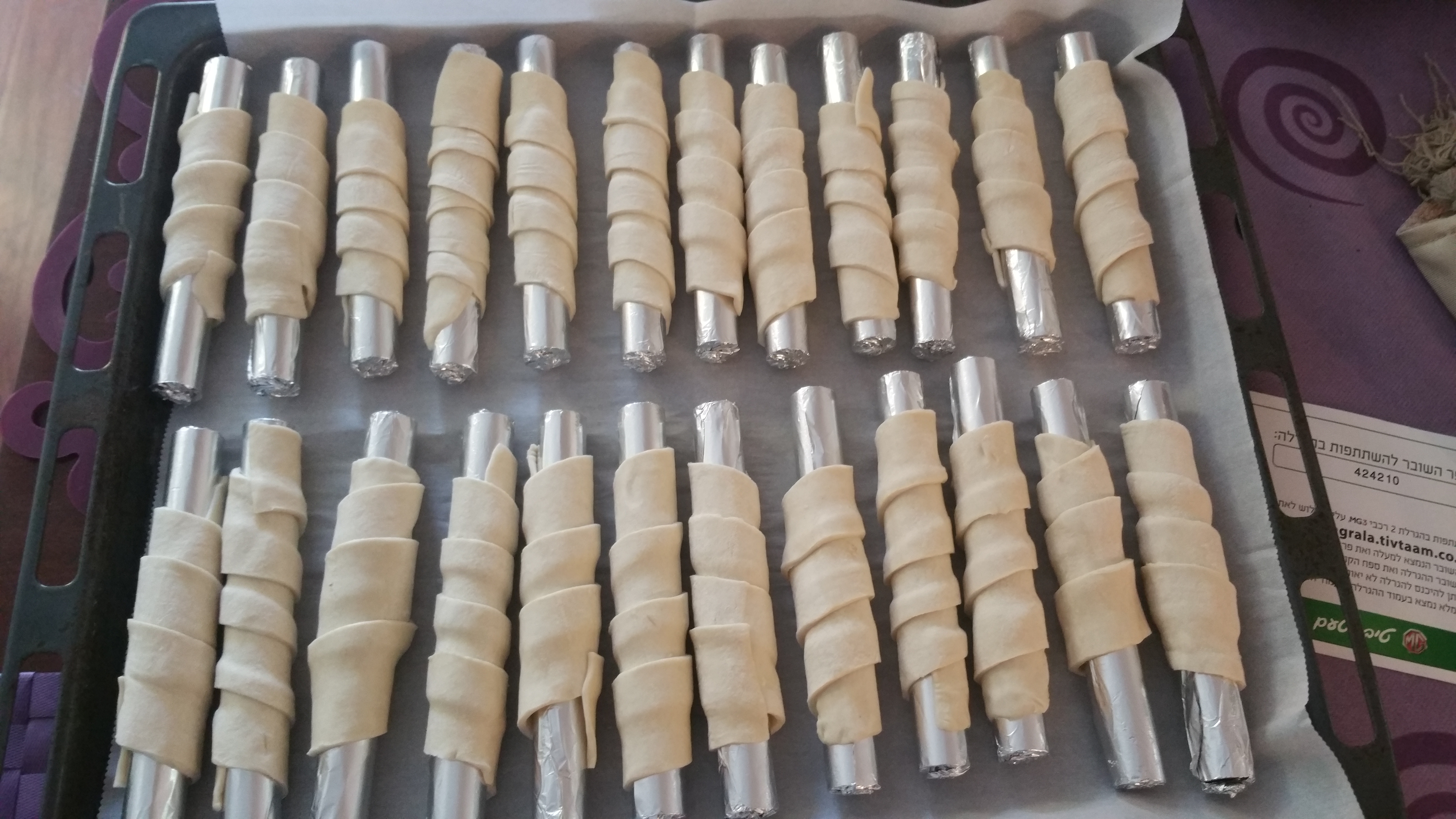
Процес приготування трубочок з кремом

Трубочка з кремом — тістечко у вигляді трубочки з листкового тіста з білковим, заварним, сирним та зефірним кремом. Спочатку є австрійським кондитерським виробом. У німецькомовних країнах відомо під назвами: «пінні роли» (нім. Schaumrollen) або «кучері Шіллера», «локони Шіллера» (нім. Schillerlocken). Пізніше — популярний радянський десерт, що продається повсюдно.

## Історія

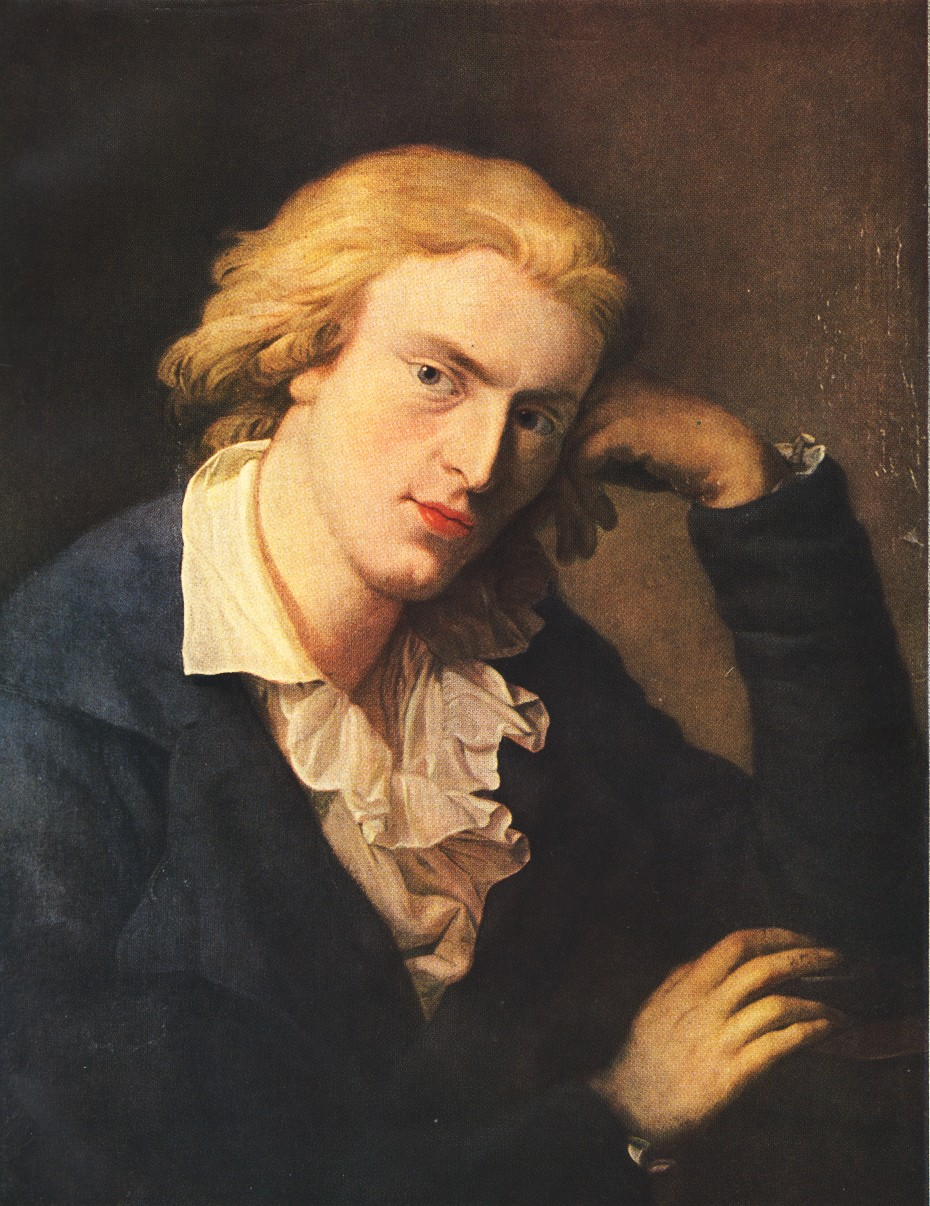
Портрет Фрідріха Шиллера роботи художника Антона Граффа дав народну назву трубочкам із кремом та копченим черевцям катрана

Schillerlocken, «Локони Шіллера», альтернативна назва десерту, походить від портрета Фрідріха Шіллера роботи Антона Граффа. На портреті поет Фрідріх Шиллер зі світлими кучерями у розслабленій позі сидить за столом. Цей портрет, який зараз знаходиться в Дрездені в Kügelgenhaus, часто копіювали та широко використовували як мідну гравюру, що призвело до появи назви цих кондитерських виробів у масовій культурі.
Трубочки вироблялися в СРСР у 1960–80 роках, продавалися за ціною від 20 до 22 копійок. Були у буфетах під час виборів на виборчих дільницях. Їх можна було купити й в цирку. У 2017 році приготування тістечка було частиною всеросійського конкурсу «100 найкращих товарів».

## Приготування
Для приготування страви використовують пшеничне борошно, олію або маргарин, сіль, лимонну кислоту, соняшникову олію, вершки, цукрову пудру, ванільний цукор. Трубочка виготовляється шляхом намотування тонких смужок тіста,  шириною близько трьох сантиметрів, по спіралі навколо металевої конічної трубки, яку потім відправляють в духовку. Готова трубочка заповнюється кремом, як правило, солодким, але існують і рецепти з несолодкими кремами (сирний тощо).